# Laurindo de Jesus Marques
Laurindo de Jesus Marques (Freixo da Serra, Gouveia, 27 de Outubro de 1924 - São Paulo, Brasil, 26 de Novembro de 2019) foi um padre português, que se destacou pela sua carreira eclesiástica no Brasil.

## Biografia

### Nascimento
Nasceu em Freixo da Serra, no concelho de Gouveia, em 27 de Outubro de 1924.

### Carreira eclesiástica
O seu noviciado foi feito no seminário da Silva, em Barcelos, onde também emitiu a sua profissão religiosa em 8 de Setembro de 1946. Foi ordenado como sacerdote em 19 de Março de 1950, no Seminário de Viana do Castelo.
Dois anos depois partiu para Angola, para servir como missionário na Arquidiocese de Luanda, e em 1957, quando foi criada a Diocese de Malanje, tornou-se secretário de D. Manuel Mendes Gabriel, primeiro bispo daquela diocese. Ao mesmo tempo, entre 1952 e 1975 colaborou na Missão de Cacuso, e na Missão e no Seminário de Malanje. Mudou-se para o Brasil após a Independência de Angola, tendo ainda em 1975 começado a trabalhar como missionário na Paróquia de Queimados, parte da Diocese de Nova Iguaçu, no Estado do Rio de Janeiro. Teve um importante papel social neste município, tendo construído um novo complexo que concentrava uma igreja, uma sala de reuniões, residências e salas destinadas ao ensino e orientação dos habitantes. Entre 1982 e 1996, também exerceu como pároco na Paróquia de São Francisco de Assis.

### Falecimento
Faleceu em 26 de Novembro de 2019, na cidade de São Paulo, aos 95 anos de idade, devido a problemas de saúde na medula. O velório teve lugar no dia seguinte, enquanto que o funeral foi realizado em 27 de Novembro. Na altura do seu falecimento, acumulava 73 anos de carreira religiosa, e 69 anos de vida sacerdotal.

## Homenagens
Em 15 de Setembro de 2004 foi condecorado pela Câmara dos Vereadores de Queimados com a Medalha Professor Darcy Ribeiro, principalmente devido ao seu apoio social aos habitantes daquele município, e o Decreto Legislativo N° 231/09, de 14 de Maio, homenageou-o com o título honorífico de Cidadão Queimadense.
Na altura do seu falecimento, foi homenageado pelo bispo Gilson Andrade, que elogiou a sua carreira pastoral na Paróquia de Queimados.